# 中国共产党合肥市委员会
中国共产党合肥市委员会，简称中共合肥市委，成立于1949年1月31日，是中国共产党在合肥市的领导机关，由中国共产党合肥市代表大会选举产生；并在代表大会闭会期间，执行中国共产党中央委员会的指示和中国共产党合肥市代表大会的决议，领导合肥市的党务工作，定期向中国共产党安徽省委员会报告工作。现任市委书记费高云。

## 历史
1949年1月21日下午，华东野战军先遣纵队第四支队一大队占领合肥县城。22日，成立合肥市临时军事管制委员会。其后，解放军陆续占领合肥县周边地区。1月31日，中共江淮区委决定，成立中共合肥市委。2月1日，成立合肥市人民政府。同时成立合肥城防司令部。合肥市的党、政、军机构分属中共江淮区党委、江淮专区行署、军区领导。
中共政权以合肥县分置合肥市、肥东县、肥西县后，1949年2月5日，正式成立合肥市军事管制委员会，成为合肥市军事管制时期最高权力机构，统一全市军事行政管理事宜。4月，设立皖北行政区。合肥市为中共皖北区委员会、皖北人民行政公署、皖北军区驻地。中共合肥市委由中共皖北区委员会领导，直到1952年重设安徽省，归属中国共产党安徽省委员会领导。

## 组成人员

### 第一届委员会
- 第一书记：傅大章
- 书记处书记：谢童关、杜炳南、范涡河、顾浩、杨寒（女）
- 常务委员：傅大章、谢童关、杜炳南、范涡河、顾浩、杨寒（女）、张维克、赵振山
- 正式委员：傅大章、谢童关、杜炳南、范涡河、顾浩、杨寒（女）、张维克、徐方兴、范涤新、潘毅、李焕章、王国昌、赵振山、刘宏、齐振、雷前彬、孙画云、钱光池、谢鸿溶、范为、孙海澜、李如作、孔宪章、朱迎珍、王宏基
- 候补委员：陈忠华、伊良辰、刘继海、李真、刘本学、李树仁、范新平[3]

### 第二届委员会
- 第一书记：刘征田
- 书记处书记：赵凯、杜炳南、任慎修、范涡河、郑秀、顾浩、赵华（女）
- 常务委员：征田、赵凯、杜炳南、任慎修、范涡河、郑秀、顾浩、赵华（女）、卢景洲、徐传奇、王国昌、高思明、李焕章、赵保先、张健、黄明、刘宏、刘品三、张维克
- 正式委员：刘征田、赵凯、杜炳南、任慎修、范涡河、郑秀、顾浩、赵华（女）、卢景洲、徐传奇、王国昌、高思明、李焕章、赵保先、张健、黄明、刘宏、刘品三、张维克、许移山、潘毅、姜克、孙海澜、左政（女）、谢永胜、李冠群、伊良辰、潘道一、陶光忠、谷浪、张士雄、刘纯、张振声、朱晖、荚厚友
- 候补委员：赵振山、刘继海、孙画云、王宏基、范为、朱迎珍、窦云霄、林德、徐金林、保晴、胡绍廉、王学芝、徐进、谢鸿溶、华云飞（女）[3]

### 第三届委员会
- 书记：李全贵
- 副书记：郝一针、魏建章、庄心一
- 常务委员：李全贵、郝一针、庄心一、周福兴、刘智惠、冯亚、魏建章、魏瑞峰、杜宏本、王荣华、王渔、钱朝洲、黄凤英（女）
- 正式委员：全贵、郝一针、庄心一、周福兴、刘智惠、冯亚、刘叔培、宋庭友、田夫、李华光、杨道根、郑福元、张继红、周文才、魏建章、魏瑞峰、杜宏本、王荣华、潘毅、王渔、刘品三、李志道、刘继海、孙曙、范为、朱迎珍、阮方（女）、王瑞青（女）、吴成德、黄凤英（女）、钱朝洲、凌恩荣、张谦德、胡玉才、詹惠英（女）、陈秀英（女）、雷步声、王广祥、刘世鑫、陈立亮、韦升田、张传英（女）、陆伟（女）
- 候补委员：白镒庆、姜明东、郑全英（女）、胡克勤[3]

### 第四届委员会
- 书记：郑锐
- 副书记：魏安民、杨永良、杜宏本、丁之、王荣华
- 常务委员：郑锐、魏安民、杨永良、杜宏本、丁之、王荣华、王化东、王克良、冯希仁、伊良辰、李宏塔、张培修、魏瑞峰
- 正式委员：丁之、丁邦益、王化东、王文昭、王启元、王克良、王荣华、冯希仁、祁吉增、刘继海、孙人格、伊良辰、杜宏本、李志道、李宏塔、杨本成、杨永良、杨连珠、张国辉、张培修、陈亮（女）、陈逸晖（女）、郑锐、范为、林华东、金翠珍（女）、赵荣花（女）、郜钟灵、黄连海、黄静、葛禹平、谭明云、霍松林、魏安民、魏瑞蝰
- 候补委员：潘培咸、李继康、李焕章、张斌、李跃东、姜明东[3]

### 第五届委员会
- 书记：杨永良
- 副书记：周本模、钟咏三、施伟国、孙人格
- 常务委员：杨永良、周本模、钟咏三、施伟国、孙人格、崔宗蓥、马学模、李之朴、宣国英（女）、李子斌、邹淦泉、张六贤
- 正式委员：元飞、马学模、王文昭、王贞铨、方明、厉德才、叶连荪、刘世兴、刘国华、许桂荣（女）、江鹏森、孙人格、孙志刚、李之朴、李子斌、李宏恩、杨永良、杨建华、邹淦泉、张六贤、张森渠、陈艾、武巍、周本模、周仲渠、卓鹤群、金嗣煜、欧阳树俊（女）、宣国英（女）、施伟国、钟咏三、殷兆松、黄连海、崔宗錾、程干桐、褚振国、潘祟华
- 候补委员：张瑛（女）、陈秀芳（女）、何炳章、黄同文、曹寿林[3]

### 第六届委员会
- 书记：陈光琳
- 副书记：钟咏三、施伟国、邹淦泉、马学模
- 常务委员：陈光琳、钟咏三、施伟国、邹淦泉、马学模、李之朴、宣国英（女）、刘道浓、李培垣、杨治平、王培文
- 正式委员：元飞、马学模、王琳、王贞铨、王培文、王道五、车俊、孔令渊、厉德才、田清川、刘道浓、江孝鸿、许道明、李之朴、李培垣、杨治平、杨建华、杨振坦、吴智洋、何炳章、邹淦泉、张瑛（女）、陈艾、陈光琳、陈秀芳（女）、武巍、卓鹤群、郑锦树、柯国材、钟咏三、施伟国、宣国英（女）、黄同文、程干桐、程文长、褚振国、臧世凯
- 候补委员：吴德珍（女）、邓石如、陈桂兰（女）、方静平[3]

#### 1992年至1993年调整
- 书记：王太华
- 副书记：钟咏三、邹淦泉、龚存玲（女）、车俊
- 常务委员：王太华、钟咏三、邹淦泉、龚存玲（女）、车俊、宣国英（女）、李培垣、王培文、杨治平、马元飞、许道明、臧世凯[3]

#### 1995年调整
- 书记：钟咏三
- 副书记：马元飞、邹淦泉、龚存玲（女）、车俊、李培
- 常务委员：钟咏三、马元飞、邹淦泉、龚存玲（女）、车俊、李培垣、宣国英（女）、王培文、杨治平、许道明、黄同文[3]

### 第十一届委员会
- 书记：吴存荣
- 副书记：凌云（女）、汪卫东[4]
- 常务委员：韦弋、江洪、吴存荣、汪卫东、汪学致、陈晓波、胡启生、钟俊杰、姜宗健、钱岩松、凌云（女）、韩冰[5]

#### 2016年调整
- 书记：宋国权
- 副书记：凌云（女）、汪卫东
- 常务委员：韦弋、江洪、汪卫东、汪学致、陈晓波、宋国权、胡启生、钟俊杰、姜宗健、钱岩松、凌云（女）、韩冰

### 第十二届委员会
- 书记：虞爱华（－2024年3月) 、张红文（2024年3月－2025年3月）、费高云(2025年4月-)
- 副书记：罗云峰、马军（－2022年4月）、路军（2023年5月－）
- 常务委员：华克思（－2022年3月）、陈晓波、方涛、路军、葛建荣（女）、程雪涛、葛斌（－2023年1月）、单虎、袁飞、黄维群（2022年3月－）、张泉（2023年1月－）